# ویل پاور
ویل پاور ( زادهٔ ۱ مارس ۱۹۸۱) راننده خودروی مسابقه‌ای اهل استرالیا است. او در مسابقات سری ایندی‌کار با خودرو شماره ۱۲ و برای تیم پنسکی رانندگی می‌کند. او در سال ۲۰۱۸ ایندیاناپولیس ۵۰۰ را برد و دو بار در سال های ۲۰۱۴ و ۲۰۲۲ و ۲۰۲۴ قهرمان سری ایندی‌کار شده است. پاور یکی از موفق ترین رانندگان در تاریخ مسابقات اتومبیل رانی ایندی‌کار است که در حال حاضر نفر چهارم در بین رانندگان بیشترین پیروزی (۴۴)، نفر اول دارای بیشترین پول پوزیشن (۷۰) و چهارمین راننده با بیشترین تعداد سکو (۱۰۵) در این مسابقات است.

## مسابقات کشوری استرالیا
ویل پاور در تووومبا، کوئینزلند متولد شد. ویل پاور، پسر راننده اتومبیلرانی، باب پاور است، پاور کار خود را در کوئینزلند و رانندگی با خودرو داتسون ۱۲۰۰ در پیست مورگان پارک، وارویک آغاز کرد.

پس از سه سال حضور در مسابقات فرمولا فورد، پاور به فرمول هولدن رفت تا برای تیم رالت استرالیا متعلق به گراهام واتسون مسابقه دهد. پاور در این مسابقات با اختلاف ۵۰ امتیازی نسبت به استوارت مک کول و کسب ۷ پیروزی و ۳ پول پوزیشن قهرمانی این مسابقات را در سال ۲۰۰۲ به دست آورد.
در اواسط فصل ۲۰۰۲، پاور مجاز به رانندگی برای تیم کول‌تمپ ریسینگ در مسابقات فرمول ۳ متعلق به 
بیوان کریک شد او. در مسابقات قهرمانی فرمول ۳ استرالیا با خودرو دالارا-تویوتا رانندگی میکرد و با اینکه مسابقه ابتدایی و افتتاحیه را از دست داده بود تنها با یک امتیاز کمتر نسبت جیمز مندرسون قهرمانی را از دست داد.